# グスタヴス・ウッドソン・スミス

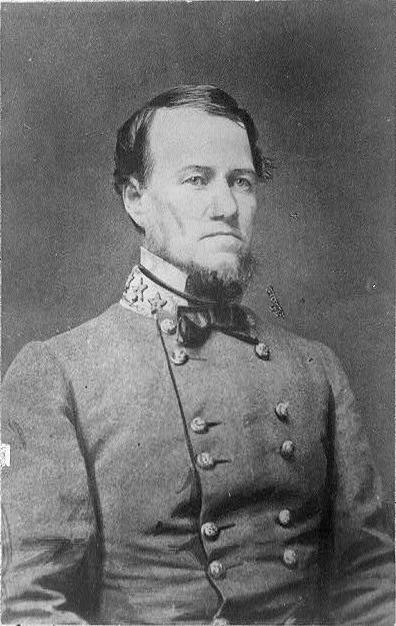
グスタヴス・ウッドソン・スミス

グスタヴス・ウッドソン・スミス（Gustavus Woodson Smith, 1821年11月30日 - 1896年6月24日）は、アメリカ合衆国の技師、軍人。アメリカ合衆国陸軍将校として米墨戦争を戦い、南北戦争ではアメリカ連合国陸軍の准将を務めた。1862年11月にはアメリカ連合国陸軍長官代行も務めた。

## 生い立ちと家族
1821年11月30日、スミスはケンタッキー州ジョージタウンにおいて、バード・スミス (Byrd Smith, 1790-1872) とサラ・ハッチャー・ウッドソン (Sarah Hatcher Woodson, 1796-1867) の息子として誕生した。スミスは1842年にニューヨーク州ウェストポイントの陸軍士官学校を第8席で卒業した。スミスは合衆国陸軍工兵隊に配属され、沿岸要塞の築城に従事した。この間、スミスはコネチカット州ニューロンドンにおいてルクレシア・バセット (1822-1881) と知り合い、1844年10月3日に結婚した。

## アメリカ合衆国陸軍
スミスは1844年から1846年まで陸軍士官学校で工学の助教授として勤務した。1846年に米墨戦争が起こると、スミスは地雷工兵・土木工兵・架橋兵の中隊を統率した。スミスはセルロ・ゴードの戦いやコントレラスの戦いにおいて他の兵士の模範となる勇敢な任務をこなし、大佐に名誉昇進した。米墨戦争が1848年に終結すると、スミスは陸軍士官学校で工学の助教授に復帰し、1854年に陸軍を辞職するまで勤務した。
1854年12月18日に陸軍を辞職すると、スミスはルイジアナ州ニューオーリンズに移り、元ミシシッピ州知事ジョン・クイットマンの政治活動を支援し、キューバの海賊行為幇助を非難した。1856年、スミスはニューヨーク市に移り、トレントン鉄工所で主任技師となり、1858年まで公共建物の修理改築を監督した。その後スミスは1858年から1861年までニューヨーク市の街路委員を務めた。

## 南北戦争
南北戦争が勃発すると、スミスはアメリカ連合国陸軍の人員募集に応じて志願兵として参加した。1861年9月17日、スミスは連合国陸軍において少将に任命され、間もなく北バージニア軍第2中隊の指揮を命じられた。スミスは1862年3月23日から1862年4月18日まで北バージニアのアクア地区の管理を任された。1862年3月から8月にかけての半島戦役では、スミスは予備軍を指揮し、リッチモンドへの退却路を護衛した。
北バージニア軍の司令官ジョセフ・ジョンストン大将が1862年5月31日にセブンパインズの戦いで重傷を負うと、翌6月1日に司令官がロバート・リー将軍に交代するまで、スミスは暫定的に北バージニア軍の指揮を任された。その後スミスは1862年8月30日にリッチモンドを防衛する高官に任命され、1862年9月19日には担当範囲がバージニア州全域およびノースカロライナ州全域まで拡大された。
1862年11月17日、アメリカ連合国陸軍長官ジョージ・ランドルフが辞任をすると、11月21日にジェイムズ・セドンが後任として着任するまでの4日間、スミスは陸軍長官代行を務めた。スミスは1863年2月7日に連合国陸軍を辞職したが、間もなくジョージア州民兵において少将に任命された。スミスはジョージア州における徴兵活動と部隊組織に尽力した。ハニーヒルの戦いではチャールストン・サヴァンナ鉄道の保護管理を支援した。スミスとその部隊は、1865年4月20日にジョージア州メイコンにおいて合衆国軍に拘束された。

## 晩年
南北戦争終戦後、スミスは1866年から1870年までテネシー州チャタヌーガのサウスウェスタン鉄工所で最高責任者を務め、その後1876年までケンタッキー州保険長官を務めた。スミスはその後ニューヨーク市へ移り、1896年に死去するまで保険や軍事に関する本の執筆の専念した。そして1896年6月24日、スミスはニューヨーク市内で死去した。スミスの遺体はコネチカット州ニューロンドンのシーダー・グロウヴ墓地にある、妻の一族の墓地区画に埋葬された。